# Sharon D. Clarke
Sharon Delores Clarke (nacida el 12 de agosto de 1966) es una actriz y cantante inglesa. Ha ganado tres premios Olivier y es más conocida entre el público televisivo por su papel de Lola Griffin en el drama médico Holby City y de Grace O'Brien en Doctor Who. Clarke también ha desempeñado papeles principales en muchos musicales del West End y originó los papeles de Killer Queen en We Will Rock You y Oda Mae Brown en Ghost the Musical.
A lo largo de su carrera escénica, Clarke ha sido nominada a varios premios Laurence Olivier. Ganó el Premio Laurence Olivier 2014 a la Mejor Actriz de Reparto por su papel en The Amen Corner de James Baldwin. Ganó su segundo Olivier a la Mejor Actriz en un Musical por su papel de Caroline Thibodeaux en la producción del West End de Caroline, or Change de 2018, un papel que repitió en Broadway en 2021, lo que le valió nominaciones a los premios Tony y Grammy. En octubre de 2020, ganó su tercer Olivier por su papel en la reposición de Muerte de un viajante en el Young Vic de Londres.

## Carrera

### Televisión
Clarke es conocida por su papel en el drama médico de la BBC Holby City, en el que interpretó a Lola Griffin, una doctora con antepasados de Ghana. Dejó el programa en 2008. Clarke repitió el papel para un episodio en 2019.
Otros papeles televisivos incluyen el personaje de Gran'Ma Flossie en el programa de CBBC The Crust. En 2008, Clarke fue, junto a Russell Watson, juez en el programa de talentos de la BBC Last Choir Standing. Otros créditos televisivos de Clarke incluyen: Waking the Dead, Soldier Soldier, Broken Glass, Between the Lines, Children's Ward, Stop, Look & Listen – Mary Seacole, Past Caring, El detective cantante, EastEnders, Boo! y Informer.
Clarke también apareció como invitada en Ready Steady Cook, presentado por Ainsley Harriott, representando a Holby City en 2008, ganando con el chef Garrey Dawson.
Ha sido invitada en The Paul O'Grady Show y cantó la canción "O'Grady, O'Grady" para celebrar el espectáculo número 500. También ha aparecido en Children in Need para la BBC, actuando como Killer Queen con el elenco de We Will Rock You y también cantando con sus coprotagonistas de Holby City.
El 10 de agosto de 2010, Clarke apareció en un episodio de The Bill, "Death Knock", como la propietaria de un burdel, Denise Jones.
El 24 de enero de 2011, apareció en EastEnders, como Kendra, la madre de Connor Stanley. En mayo de 2011, Clarke protagonizó el drama de la BBC The Shadow Line como la Sra. Dixon, apareciendo en los episodios 2 y 3.
Clarke da voz al personaje de Treetog en la serie de CBeebies Tree Fu Tom  y también da voz a "One Hundred" en la serie animada 'Numberblocks.
En octubre de 2017, la BBC anunció que Clarke había sido elegida como Grace O'Brien en la undécima temporada de Doctor Who, apareciendo en los episodios "The Woman Who Fell to Earth", "Arachnids in the UK" y "It Takes You Away". Más tarde hizo breves cameos en el episodio de la duodécima temporada "Can You Hear Me?", y en el especial festivo de 2021 "Revolution of the Daleks".
En diciembre de 2017, Clarke hizo una aparición especial en Thunderbirds Are Go, proporcionando la voz del jefe de bomberos Cass McCready en el episodio Inferno de la temporada 2, que no se transmitió por ITV pero aún se mostró en Amazon Video.

### Teatro
El primer papel profesional de Clarke fue en Southside, dirigida por Jude Kelly, en Battersea Arts Center en 1984. Este papel le permitió a Clarke recibir su Tarjeta de Equidad de Actor.
Luego pasó a interpretar a Dolores Hope en la producción de 1988 de la Compañía de Teatro Talawa de O Babylon! The Musical, la historia de la lucha de la comunidad de Trench Town por la supervivencia contra la invasión de Babilonia, en la forma de un nuevo hotel de lujo.
Clarke también ha aparecido en el teatro del West End. Sus papeles incluyen al general Cartwright en Guys and Dolls (1996), Joanne Jefferson en Rent en el Shaftesbury Theatre (1998) y Miss Sherman en Fame (1999). Interpretó a Rafiki en El rey león del 2000 al 2002 en el Lyceum Theatre y en 2004 interpretó el personaje de la matrona Mama Morton en Chicago.
En 2000, Clarke apareció en la producción de Flymonkey de The Wiz. En esa producción interpretó el papel de Glinda en el Hackney Empire.
Ella interpretó el papel de Killer Queen en el musical de Ben Elton / Queen Jukebox We Will Rock You en el Dominion Theatre, junto a Alexander Hanson como el Comandante Khashoggi, por el cual fue nominada al Premio Laurence Olivier a la Mejor Actuación en un Papel de Reparto en un musical.
En 2008, Clarke hizo su debut en pantomima en Mother Goose del Hackney Empire. Protagonizó Una vez en esta isla en Birmingham en el Birmingham Repertory Theatre. También iba a protagonizar Los monólogos de la vagina y Una vez en esta isla en el Hackney Empire en 2009. Terminó de protagonizar el exitoso musical Hairspray cuando se cerró el 28 de marzo de 2010 en el Shaftesbury Theatre. Interpretó el papel de Motormouth Maybelle, junto a Phill Jupitus y Brian Conley como Edna Turnblad.
Clarke fue Davina the Diva Harp en Jack y las habichuelas mágicas y Carmina the Camel en Aladdin, ambas en Hackney Empire. En julio de 2010, apareció en una actuación única en el Hackney Empire llamada Sounds Like Hackney, junto a Clive Rowe.
Clarke hizo una aparición en Music on the Farm, celebrada en Battlers Green Farm con fines benéficos, cantando éxitos de los musicales que ha protagonizado.
En octubre de 2010, el Teatro Apollo Victoria, sede del musical Wicked, celebró su 80 aniversario y Clarke fue artista invitada junto a otras estrellas como Wayne Sleep.
En 2011, Clarke asumió el papel de Oda Mae Brown en una adaptación musical de la película Ghost. Comenzando los avances en marzo en la Ópera de Mánchester, el espectáculo se trasladó en junio de 2011 al West End en el Piccadilly Theatre, reemplazando a Grease. Clarke fue nominada en 2012 al premio Laurence Olivier a la mejor interpretación en un papel secundario en un musical, perdiendo el premio ante Nigel Harman por su papel en Shrek.
En octubre de 2011, apareció en un concierto del nuevo musical Soho Cinders en el Queen's Theatre de Londres. Clarke también trabajó como director musical en Meridan.
Desde que terminó Ghost tras su cierre en 2012, Clarke ha aparecido en su propio cabaret unipersonal en el St James Theatre.
Apareció en The Amen Corner de James Baldwin en el Royal National Theatre, por la que ganó el premio a la Mejor Actriz de Reparto en los Premios Olivier de 2014.
En el verano de 2014, interpretó el papel secundario de Mariah en la producción de Porgy y Bess del Regent's Park Open Air Theatre.
En marzo de 2015, Clarke interpretó a la enfermera en Romeo y Julieta en el Rose Theatre de Kingston.
En febrero de 2016, recibió elogios de la crítica por su papel en un revival de Ma Rainey's Black Bottom de August Wilson en el Lyttelton Theatre (por ejemplo: "Sharon D Clarke es fantástica como Ma Rainey, regiamente imperiosa" – The Telegraph; "su entrega dorada de la canción principal es un punto culminante" – The Observer; "Sharon D Clarke ofrece una interpretación maravillosamente escandalosa como la estrella de blues del mismo nombre" – Time Out; "la entrega poderosa de Sharon D Clarke en el papel central de Ma Rainey es estimulante" – The Stage).
A lo largo de su carrera escénica, Clarke ha sido nominada a varios premios Laurence Olivier. Ganó el Premio Laurence Olivier 2014 a la Mejor Actriz de Reparto por su papel en The Amen Corner de James Baldwin. Ganó su segundo Olivier a la Mejor Actriz en un Musical por su papel de Caroline Thibodeaux en la producción del West End de Caroline, or Change de 2018, un papel que repitió en Broadway en 2021, lo que le valió nominaciones a los premios Tony y Grammy.
En 2019, interpretó el papel de Linda Loman en la obra de Arthur Miller Muerte de un viajante en el Young Vic, que se trasladaría al West End en octubre de 2019. En julio de 2019 interpretó el papel de The Lady en Blues In The Night de Sheldon Epps en el Kiln Theatre de Londres.

### Música
Clarke logró el éxito en las listas con la nueva versión de Going Back to My Roots del FPI Project y en Nomad con los sencillos "(I Wanna Give You) Devotion" y "Just a Groove", este último vendió más de dos millones de sencillos en todo el mundo.
Clarke también formó parte del grupo vocal femenino Six Chix, formado para el Festival de la Canción de Eurovisión 2000. Quedaron segundos en la selección del Reino Unido con la canción "Only the Women Know". Fueron derrotados por Nicki French cantando "Don't Play That Song Again", que pasó a Estocolmo para terminar 16.º.
Además de aparecer en las grabaciones del elenco original de Once on This Island, Stepping Out, We Will Rock You y Ghost The Musical, Clarke grabó la canción principal del álbum Only You Can Save Mankind de Terry Pratchett junto con otras estrellas del West End, entre ellas Kerry Ellis, Ricardo Afonso y Daniel Boys.

## Vida personal
Clarke está casada con la escritora y directora Susie McKenna. Se casaron en el escenario del Hackney Empire.
Clarke fue nombrada Miembro de la Orden del Imperio Británico (MBE) en los Honores de Año Nuevo de 2017 por sus servicios al teatro.

## Filmografía

### Cine
| Año  | Título                     | Papel                      | Notas        |
| ---- | -------------------------- | -------------------------- | ------------ |
| 1999 | Beautiful People           | Enfermera Tina             |              |
| 2000 | Secret Society             | Typhoon                    |              |
| 2007 | Sugarhouse                 | Crystal                    |              |
| 2016 | The Works                  | Macbeth                    | Cortometraje |
| 2016 | The Darkest Universe       | Megan                      |              |
| 2018 | Tau                        | Queenpin                   |              |
| 2019 | Rocketman                  | Consejera                  |              |
| 2019 | Rocks                      | Anita                      |              |
| 2022 | The Bower                  | Terri                      | Cortometraje |
| 2023 | Rojo, blanco y sangre azul | Primera ministra británica |              |

### Televisión
| Año                 | Título                | Papel                                         | Notas                               |
| ------------------- | --------------------- | --------------------------------------------- | ----------------------------------- |
| 1986, 2011          | EastEnders            | Lizzie Burton, Kendra Stanley                 | 2 episodios                         |
| 1988                | Tumbledown            | Enfermera de primera noche                    | Película de televisión              |
| 1990                | El detective cantante | Enfermera nocturna                            | 6 episodios                         |
| 1993                | Between the Lines     | Cook                                          | Episodio: "Some Must Watch"         |
| 1995                | Soldier Soldier       | Recepcionista                                 | Episodio: "For Better, for Worse"   |
| 1996                | Broken Glass          | Flora                                         | Película de televisión              |
| 2003, 2005–08, 2019 | Holby City            | June Singleton, Lola Griffin                  | 112 episodios                       |
| 2003                | Waking the Dead       | Camelia Baptiste                              | 2 episodios                         |
| 2004, 2007          | Boo!                  | Narradora, cantante (voces)                   | 11 episodios                        |
| 2005                | The Crust             | Abuela Flossie                                |                                     |
| 2005                | Casualty@Holby City   | Lola Griffin                                  | 3 episodios                         |
| 2005                | Casualty              | Lola Griffin                                  | Episodio: "Deny Thy Father: Part 1" |
| 2008                | HolbyBlue             | Lola Griffin                                  | Episodio: "Episode #2.1"            |
| 2010                | The Bill              | Denise Jones                                  | Episodio: "Death Knock"             |
| 2011                | The Shadow Line       | Sra. Dixon                                    | 2 episodios                         |
| 2012                | Tree Fu Tom           | Treetog (voz)                                 |                                     |
| 2013                | Psychobitches         | Nina Simone, Bessie Smith                     | 2 episodios                         |
| 2013                | New Tricks            | Sarah Kaye                                    | 2 episodios                         |
| 2015                | Crimen en el paraíso  | Zeta Akande                                   | Episodio: "Stab in the Dark"        |
| 2015                | You, Me & Them        | Nola                                          | Episodio: "The Gift"                |
| 2015                | National Theatre Live | Madre                                         | Episodio: "Everyman"                |
| 2017                | Unforgotten           | Gerente de agencia                            | Episodio: "Episode #2.5"            |
| 2017, 2019          | Thunderbirds Are Go   | Cass McCready (voz)                           | 2 episodios                         |
| 2018                | Kiri                  | Bimpe                                         | Episodio: "Episode #1.2"            |
| 2018                | Informer              | Rose Asante                                   | 6 episodios                         |
| 2018                | Doctors               | Nyaqa Dale Setshwane                          | Episodio: "Dreams Are Made On"      |
| 2018                | Silent Witness        | Agente especial superior Kim Price            | 2 episodios                         |
| 2018                | Flowers               | Dr. Malone                                    | Episodio: "Episode #2.5"            |
| 2018–2021           | Doctor Who            | Grace O'Brien, Solitract                      | 5 episodios                         |
| 2019–2021           | Numberblocks          | One hundred, One hundred thousand, Sixty-Four | 6 episodios                         |
| 2019–2020           | Waffle the Wonder Dog | Gran                                          | 2 episodios                         |
| 2020                | Tiny Wonders          | Narradora                                     | 10 episodios                        |
| 2021                | La Fortuna            | Maggie                                        | 3 episodios                         |
| 2021                | Showtrial             | Virginia Hoult                                | 5 episodios                         |

### Videojuegos
| Año  | Título                                |
| ---- | ------------------------------------- |
| 2004 | World of Warcraft                     |
| 2018 | World of Warcraft: Battle for Azeroth |